# Atelopus tamaense
Espèce
Statut de conservation UICN

 CR A3ce : 
En danger critique
Atelopus tamaense est une espèce d'amphibiens de la famille des Bufonidae.

## Répartition
Cette espèce se rencontre à la frontière entre l'État d'Apure au Venezuela et le département de Norte de Santander en Colombie entre 2 950 et 3 200 m d'altitude sur le paramo de Tamá dans la cordillère Orientale,.
Sa présence dans l'État de Táchira est incertaine.

## Étymologie
Son nom d'espèce, composé de tama et du suffixe latin -ense, « qui vit dans, qui habite », lui a été donné en référence au lieu de sa découverte, le paramo de Tamá.

## Publication originale
- La Marca, García-Pérez & Renjifo, 1990 "1989" : Una nueva especie de Atelopus (Amphibia: Anura: Bufonidae) del Paramo de Tama, Estado Apure, Venezuela. Caldasia, vol. 16, no 76, p. 97-104 (texte intégral).